# Martin Bruun Andersen
Martin Bruun Andersen (født 18. juni 1976) er en dansk håndboldspiller, der spiller for Fredericia HK i Håndboldligaen.

## Eksterne links
- Spillerinfo Arkiveret 7. november 2007 hos  Wayback Machine